# I Can't Hate You Anymore
I Can't Hate You Anymore（アイ・キャント・ヘイト・ユー・エニーモア）は、アメリカの歌手ニック・ラシェイのシングル曲。彼の2枚目のソロアルバム、What's Left Of Meに収録されている。

## ミュージック・ビデオ
2006年6月27日にカリフォルニア州のあるビーチで撮影されたこのビデオはちょうどジェシカ・シンプソンとの離婚が成立する前日に撮影されたものである。

## チャート・パフォーマンス
ビルボードチャートになかなかランクインできなかったこの曲はリリースされて数週経った後にようやくトップ100にランクイン。そのときのランクは87位でそこからは90位、94位、99位、94位と振るわなかった。なんとかPOP100チャートでは43位までいったが、前作What's Left of Meに比べると比べ物にならないものになってしまった。

## チャート
| チャート (2006年)           | 最高位 |
| --------------------------- | ------ |
| オーストラリア (ARIA)       | 34     |
| US Billboard Hot 100        | 87     |
| US Adult Top 40 (Billboard) | 33     |
| US Pop Airplay (Billboard)  | 25     |